# Franz Karl Praßl
Franz Karl Praßl (* 28. September 1954 in Feldbach) ist ein österreichischer Theologe, Kirchenmusiker und Komponist.

## Leben
Praßl studierte Katholische Theologie (Promotion 1987), katholische Kirchenmusik (Orgel bei Ernst Triebel), Chorleitung und Dirigieren in Graz. Ein Spezialstudium Gregorianische Paläographie und Semiologie erfolgte in Essen. 1982 bis 1992 war er Domorganist in Klagenfurt, 1982 bis 1989 auch Kirchenmusikreferent der Diözese Gurk. Seit 1989 ist er Professor für Gregorianik an der Kunstuniversität Graz. 1999 bis 2011 war er Präsident der Internationalen Arbeitsgemeinschaft für Hymnologie.
Praßl dirigierte bei der Messe zur Amtseinführung von Papst Franziskus die gregorianischen Gesänge, da er an der päpstlichen Musikhochschule, dem Pontificio Istituto di Musica Sacra, Gregorianik lehrt.
Franz Karl Praßl ist Mitherausgeber der beiden 2011 und 2018 erschienenen Bände des Graduale Novum, der offiziösen Ausgabe der liturgischen Gesänge für die römisch-katholische Messe. Er veröffentlichte zahlreiche Publikationen zur Hymnologie, gregorianischen Semiologie, Liturgie- und Kirchenmusikgeschichte vor allem des 12. Jahrhunderts. Er ist Gründer und Leiter der Grazer Choralschola, mit der er zahlreiche Konzertreisen unternommen und Tonträger produziert hat.

## Auszeichnungen
Förderungspreis Josef Krainer Gedenkwerk, Graz.
„Cantare Amantis est“, Festschrift zum 60. Geburtstag, hrsg. von Robert Klugseder, Purkersdorf 2014.